# 운동량 사상
심플렉틱 기하학에서 운동량 사상(運動量寫像, 영어: momentum map 모멘텀 맵[*], 영어: moment map 모먼트 맵[*])은 심플렉틱 다양체 위의 군의 작용을 생성하는 해밀토니언이다. 해밀턴 역학에서의 운동량과 각운동량을 일반화한 것이다.

## 정의
다음이 주어졌다고 하자.
- 심플렉틱 다양체 {\displaystyle (M,\omega )}
- 리 군 {\displaystyle G}
- 매끄러운 군 표현 {\displaystyle \rho \colon G\to \operatorname {Ham} (M,\omega )}가 주어졌다고 하자. 여기서 {\displaystyle \operatorname {Ham} (M,\omega )=\{f\in \operatorname {Diff} (M)\colon f^{*}\omega =\omega \}}는 심플렉틱 자기 동형 사상(심플렉틱 형식 {\displaystyle \omega }를 보존하는 미분 동형 {\displaystyle M\to M})들의 군이다.

리 대수의 원소 {\displaystyle \xi \in {\mathfrak {lie}}(G)}에 대하여, {\displaystyle M} 위에는 {\displaystyle G}의 작용의 무한소 생성원인 다음과 같은 벡터장 {\displaystyle v_{\xi }}가 존재한다.
{\displaystyle v_{\xi }=\left.{\frac {\mathrm {d} }{\mathrm {d} t}}\right|_{t=0}\rho (\exp(t\xi ))(x)}
여기서 {\displaystyle \exp }는 리 지수 사상이다.
{\displaystyle G}의 작용 {\displaystyle \rho }의 운동량 사상 {\displaystyle \mu \colon M\to {\mathfrak {lie}}(G)^{*}}는 임의의 {\displaystyle \xi \in {\mathfrak {lie}}(G)}에 대하여 다음을 만족시키는 함수다.
{\displaystyle d\langle \mu ,\xi \rangle =\omega (v_{\xi },\cdot )}
이를 지표 표기법으로 쓰면 다음과 같다.
{\displaystyle \partial _{j}\mu _{a}=\omega _{ij}v_{a}^{i}}
여기서 {\displaystyle i,j}는 접다발 {\displaystyle \mathrm {T} M}의 지표이고, {\displaystyle a}는 리 대수 {\displaystyle {\mathfrak {lie}}(G)}의 지표다.

## 성질
심플렉틱 다양체 {\displaystyle (M,\omega )} 위의 리 군 {\displaystyle G}의 작용의 운동량 사상 {\displaystyle \mu \colon M\to {\mathfrak {g}}^{*}}가 주어졌다고 하자. 그렇다면, 임의의
{\displaystyle \zeta \in ({\mathfrak {g}}^{*})^{G}}
에 대하여 {\displaystyle \mu +\zeta } 역시 운동량 사상을 이룬다. 여기서 {\displaystyle {\mathfrak {g}}^{*}}는 {\displaystyle G}의 딸림표현의 쌍대 표현이며,
{\displaystyle ({\mathfrak {g}}^{*})^{G}=\left\{\phi \in {\mathfrak {g}}^{*}\colon \forall x,y\in {\mathfrak {g}}\colon \phi ([x,y])=0\right\}=\operatorname {H} ^{0}({\mathfrak {g}};{\mathfrak {g}}^{*})}
는 그 속의 불변 원소들의 집합(즉, {\displaystyle {\mathfrak {g}}} 위의 무게의 집합, 또는 {\displaystyle {\mathfrak {g}}^{*}} 계수의 {\displaystyle {\mathfrak {g}}}의 0차 리 대수 코호몰로지)이다.

### 심플렉틱 몫공간
{\displaystyle G}가 콤팩트 리 군일 경우, 부분 공간 {\displaystyle \mu ^{-1}(0)\subset M}은 {\displaystyle G}의 작용에 대하여 불변이다. 이 경우 {\displaystyle \mu ^{-1}(0)/G}는 {\displaystyle M}의 심플렉틱 구조를 물려받는다. 즉, 몫공간 {\displaystyle \mu ^{-1}(0)/G}는 심플렉틱 다양체를 이룬다. 이를 심플렉틱 몫공간(영어: symplectic quotient) 또는 마즈든-와인스타인 몫공간(영어: Marsden–Weinstein quotient)이라고 하며, {\displaystyle M/\!/G}라고 쓴다. 이 경우
{\displaystyle \dim(M/\!/G)=\dim M-2\dim G}
이다.
물론, 0 대신 임의의 {\displaystyle \zeta \in ({\mathfrak {g}}^{*})^{G}}에 대하여 {\displaystyle \mu ^{-1}(0)}를 사용할 수도 있다.
특히, {\displaystyle M}이 추가로 켈러 다양체 {\displaystyle (M,\omega ,J)}를 이루며, {\displaystyle G}의 작용이 심플렉틱 구조 {\displaystyle \omega } 및 복소구조 {\displaystyle J}를 보존한다고 하자. 그렇다면, 이에 해당하는 심플렉틱 몫공간
{\displaystyle M/\!/G=\mu ^{-1}(0)/G}
는 켈러 다양체이다.

### 초켈러 몫공간
초켈러 다양체의 경우에도 몫공간을 정의할 수 있다. 초켈러 다양체 {\displaystyle M}은 세 선형 독립 심플렉틱 구조 {\displaystyle \omega _{I}} ({\displaystyle I=1,2,3})을 가진다. 군의 작용 {\displaystyle G\times M\to M}이 세 개의 심플렉틱 구조를 모두 보존시킨다고 하자. 그렇다면 이에 대한 세 개의 서로 다른 운동량 사상 {\displaystyle \mu _{I}\colon M\to {\mathfrak {g}}^{*}}이 존재한다. 이들을 합쳐서
{\displaystyle \mu \colon M\to {\mathfrak {g}}^{*}\otimes \mathbb {R} ^{3}}
을 정의하자. 그렇다면
{\displaystyle M/\!/\!/G=\mu ^{-1}(0)/G}
는 초켈러 다양체를 이룬다. 그 차원은
{\displaystyle \dim _{\mathbb {R} }(M/\!/\!/G)=\dim _{\mathbb {R} }M-4\dim _{\mathbb {R} }G}
이다.

## 예
{\displaystyle G}가 1차원 아벨 리 군 {\displaystyle \mathbb {R} }이라고 하자. 그렇다면 {\displaystyle \mu }는 해밀턴 벡터장(영어: Hamiltonian vector field) {\displaystyle v}를 생성시키는 해밀토니언이다.

### 복소수 사영 공간
복소수 내적 공간 {\displaystyle \mathbb {C} ^{n}}은 자명하게 켈러 다양체를 이룬다. 이 위에는 리 군 {\displaystyle \mathbb {C} ^{\times }}이 곱셈으로 작용하며, 이 가운데 심플렉틱 형식을 보존하는 것은 U(1) 부분군이다. 이에 대한 운동량 사상은 다음과 같다.
{\displaystyle \mu \colon \mathbb {C} ^{n}\to {\mathfrak {lie}}(\operatorname {U} (1))=\mathrm {i} \mathbb {R} }
{\displaystyle \mu \colon z\mapsto \mathrm {i} \|z\|^{2}-\mathrm {i} C}
여기서 {\displaystyle C\in \mathbb {R} }는 임의의 실수 상수이다.
이에 대하여 켈러 몫공간을 취하면, {\displaystyle C>0}일 때 복소수 사영 공간 {\displaystyle \mathbb {P} _{\mathbb {C} }^{n-1}}을 얻으며, 그 위의 켈러 구조는 푸비니-슈투디 계량이다. 반대로, {\displaystyle C<0}일 경우는 공집합을 얻는다.

### 복소수 사영 공간의 접공간
사원수 벡터 공간 {\displaystyle W=\mathbb {H} ^{n}}은 자명하게 초켈러 다양체를 이룬다. 구체적으로, 이를 {\displaystyle n}차원 복소수 내적 공간 {\displaystyle V}에 대하여
{\displaystyle W=V\oplus V^{*}=\mathrm {T} ^{*}V}
로 적을 수 있다. 이 경우, U(1) 작용
{\displaystyle (x,\xi )\mapsto (\lambda x,\lambda ^{-1}\xi )}
에 대한 운동량 사상
{\displaystyle \mu _{1}(x,\xi )=\mathrm {i} (\|x\|^{2}-\|\xi \|^{2})-\mathrm {i} C}
{\displaystyle \mu _{2}(x,\xi )+\mathrm {i} \mu _{3}(x,\xi )=\xi (x)-D}
를 취하면, {\displaystyle D=0}일 때
{\displaystyle \mu ^{-1}(0)=\{(x,\xi )\in \mathrm {T} ^{*}V\colon \xi \perp x,\;\|x\|^{2}-\|\xi \|^{2}=C\}}
이다.  이 경우 초켈러 몫공간은 {\displaystyle V} 위의 사영 공간의 공변접다발 {\displaystyle \mathrm {T} ^{*}\mathbb {P} (V)}이다. 특히, 만약 {\displaystyle V}가 2차원일 때, 이는 에구치-핸슨 공간이다.

## 같이 보기
- 기하 불변량 이론 몫
- BRST 양자화

## 참고 문헌
1. ↑  Ortega, Juan-Pablo; Ratiu, Tudor Stefan (2004). 《Momentum maps and Hamiltonian reduction》. Progress in Mathematics (영어) 22. Birkhäuser. doi:10.1007/978-1-4757-3811-7. ISBN 978-0-8176-4307-2.
2. ↑  Rovi, Ana (2011년 8월 31일). 《Kähler and symplectic manifolds: quotient constructions》 (PDF) (영어). 석사 학위 논문. University of Oxford. 2015년 9월 18일에 원본 문서 (PDF)에서 보존된 문서. 2013년 10월 9일에 확인함.
3. ↑  Ortega, Juan-Pablo; Ratiu, Tudor Sttefan (2004년 7월). “Symmetry reduction in symplectic and Poisson geometry”. 《Letters in Mathematical Physics》 (영어) 69 (1): 11–60. doi:10.1007/s11005-004-0898-x. ISSN 0377-9017.
4. ↑  Cannas da Silva, Ana. “Symplectic geometry” (영어). arXiv:math/0505366. Bibcode:2005math......5366C.
5. ↑  Marsden, Jerrold; Weinstein, Alan (1974년 2월). “Reduction of symplectic manifolds with symmetry”. 《Reports on Mathematical Physics》 (영어) 5 (1): 121–130. doi:10.1016/0034-4877(74)90021-4. ISSN 0034-4877.
6. ↑  Hitchin, Nigel J.; Karlhede, A.; Lindström, U.; Roček, Martin (1987년 12월). “Hyper-Kähler metrics and supersymmetry”. 《Communications in Mathematical Physics》 (영어) 108 (4): 535–589. Bibcode:1987CMaPh.108..535H. doi:10.1007/BF01214418. ISSN 0010-3616. MR 877637. Zbl 0612.53043.